# Centre commercial La Cerisaie
Le parc commercial La Cerisaie est un parc commercial, situé sur la commune de Fresnes, dans le département du Val-de-Marne.

## Histoire

### L'ancien parc industriel
En 1970, s'implante un parc industriel et commercial à l'époque à l'extérieur de la ville de Fresnes. Mais en raison de sa situation géographique (le centre s'est retrouvé dans le centre-ville) et après le départ de l'Institut Pasteur en 2006, le propriétaire décide de rénover le parc et de se recentrer sur des activités commerciales compte tenu de sa proximité avec des grands axes (A86 et A6).

### Le parc actuel
Les travaux du nouveau parc commencent alors en 2006 et se termineront le 15 juin 2011 pour la première phase et en 2015 pour la seconde.
Le parc en plein air est composé de 50 commerces dans cinq bâtiments différents, de 1 742 places de stationnement et près de 50 000 m2 de surface commerciale.